# 1898年美國
此條目是指1898年在美国所發生的事情。

## 聯邦政府

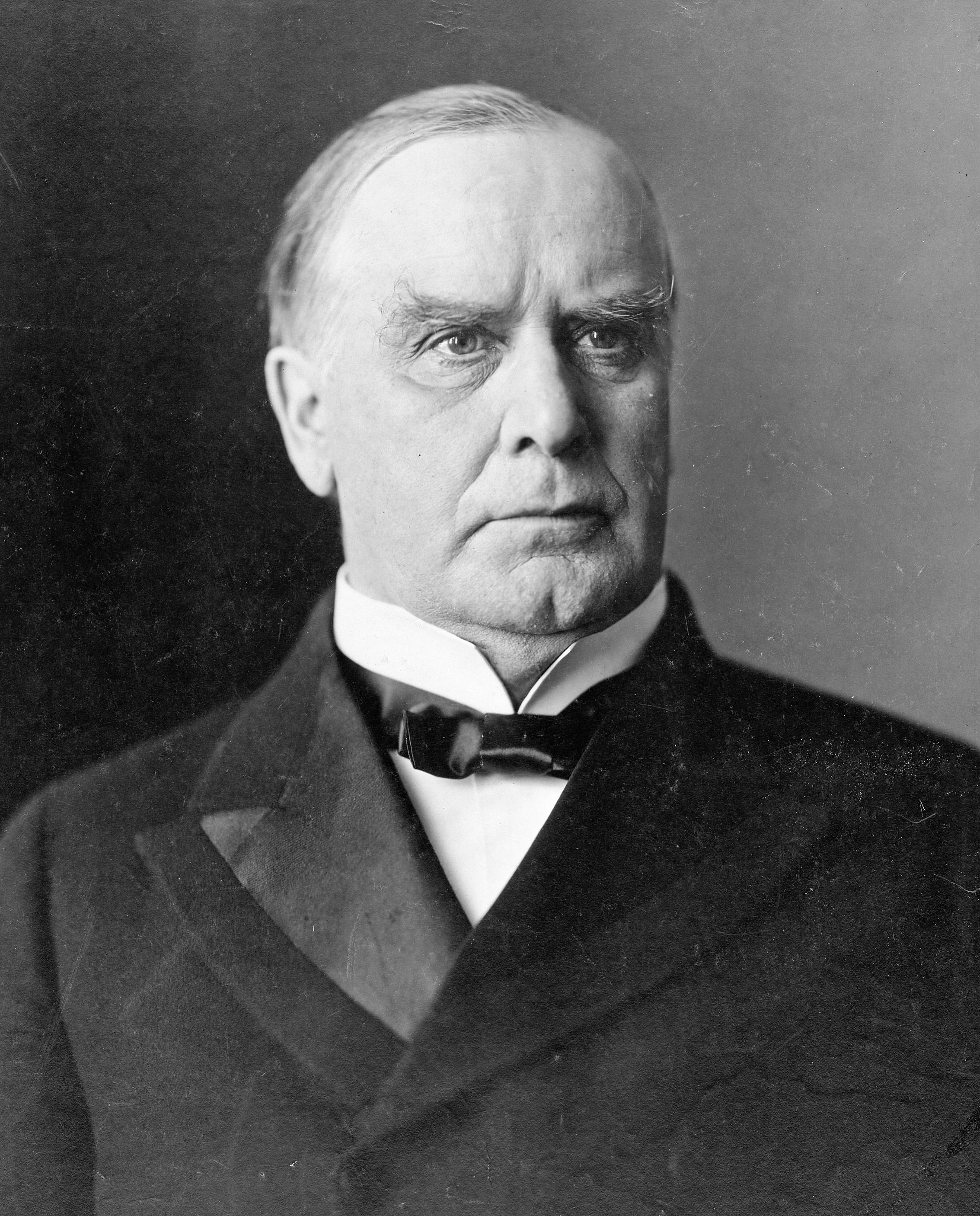
總統：威廉·麦金莱
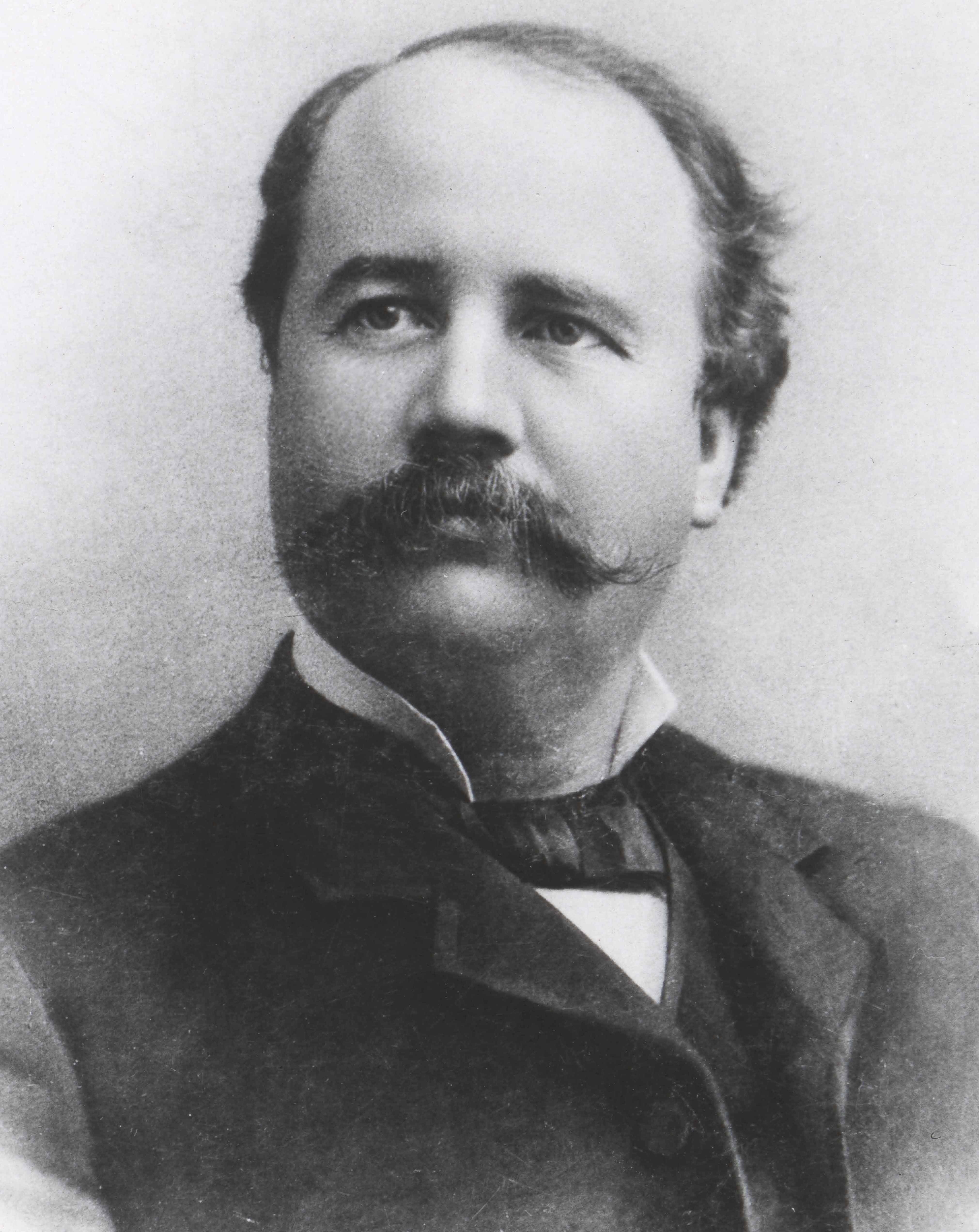
副總統：加勒特·霍巴特
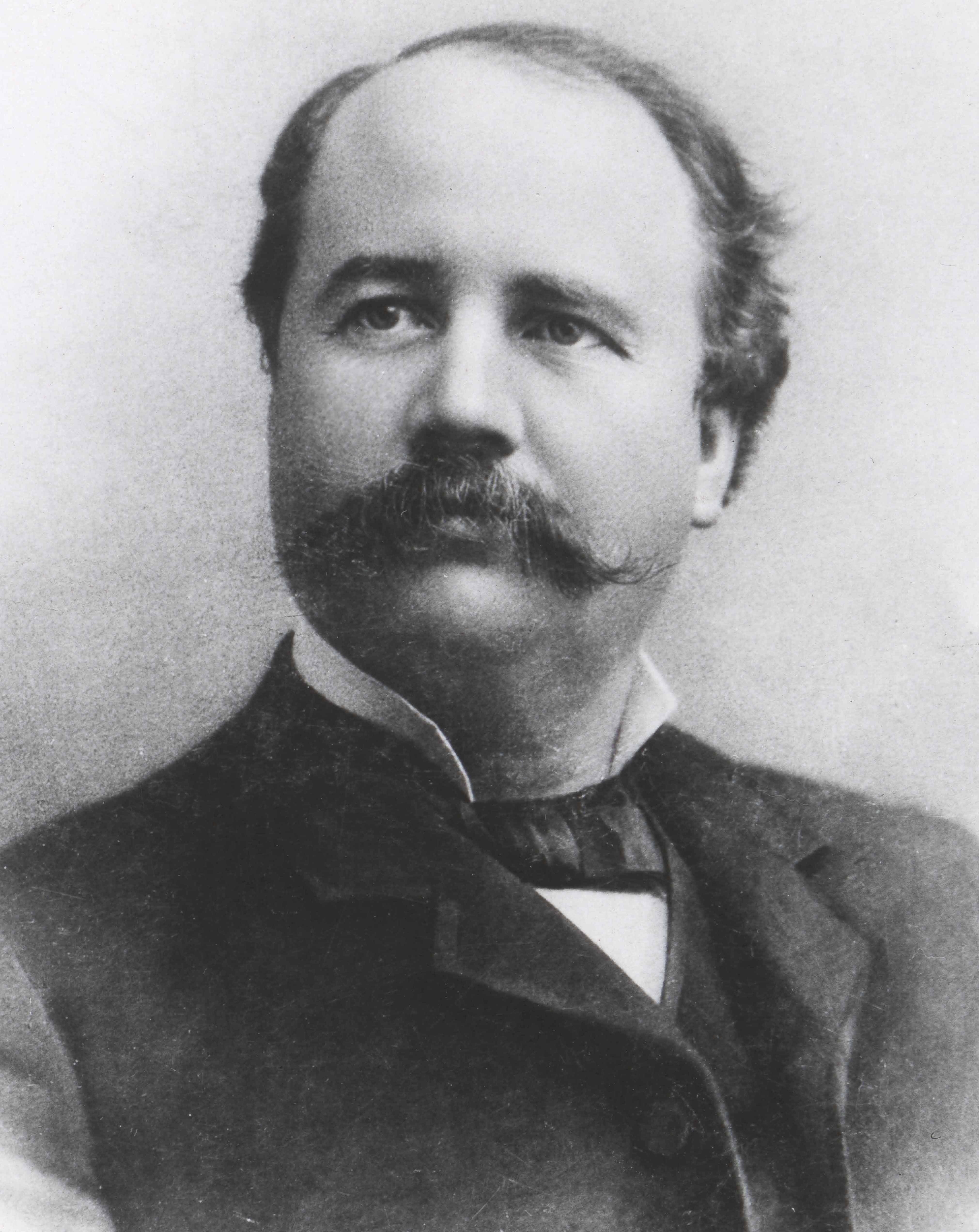
參議院議長：加勒特·霍巴特（副總統兼任）
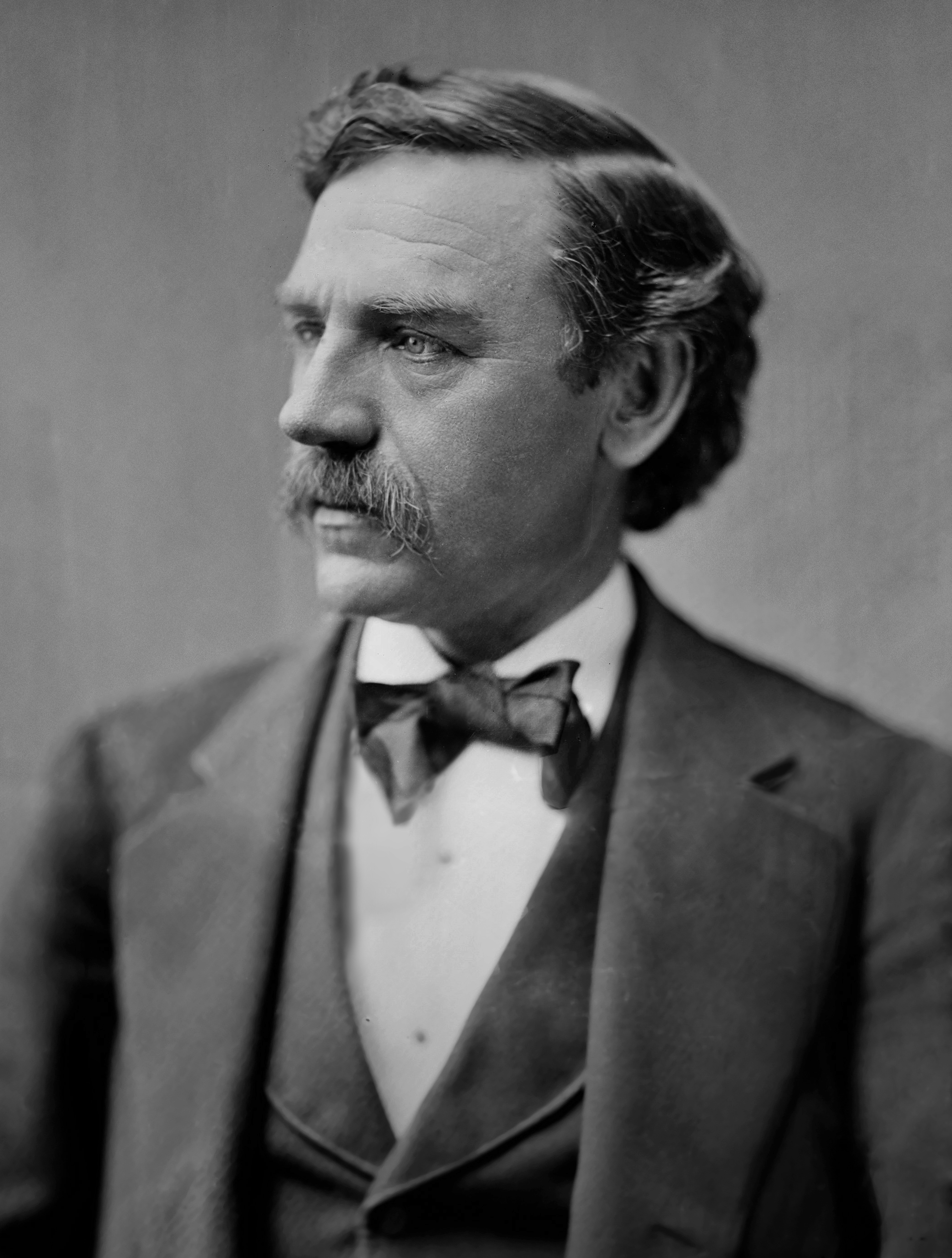
參議院臨時議長：威廉·P·弗萊
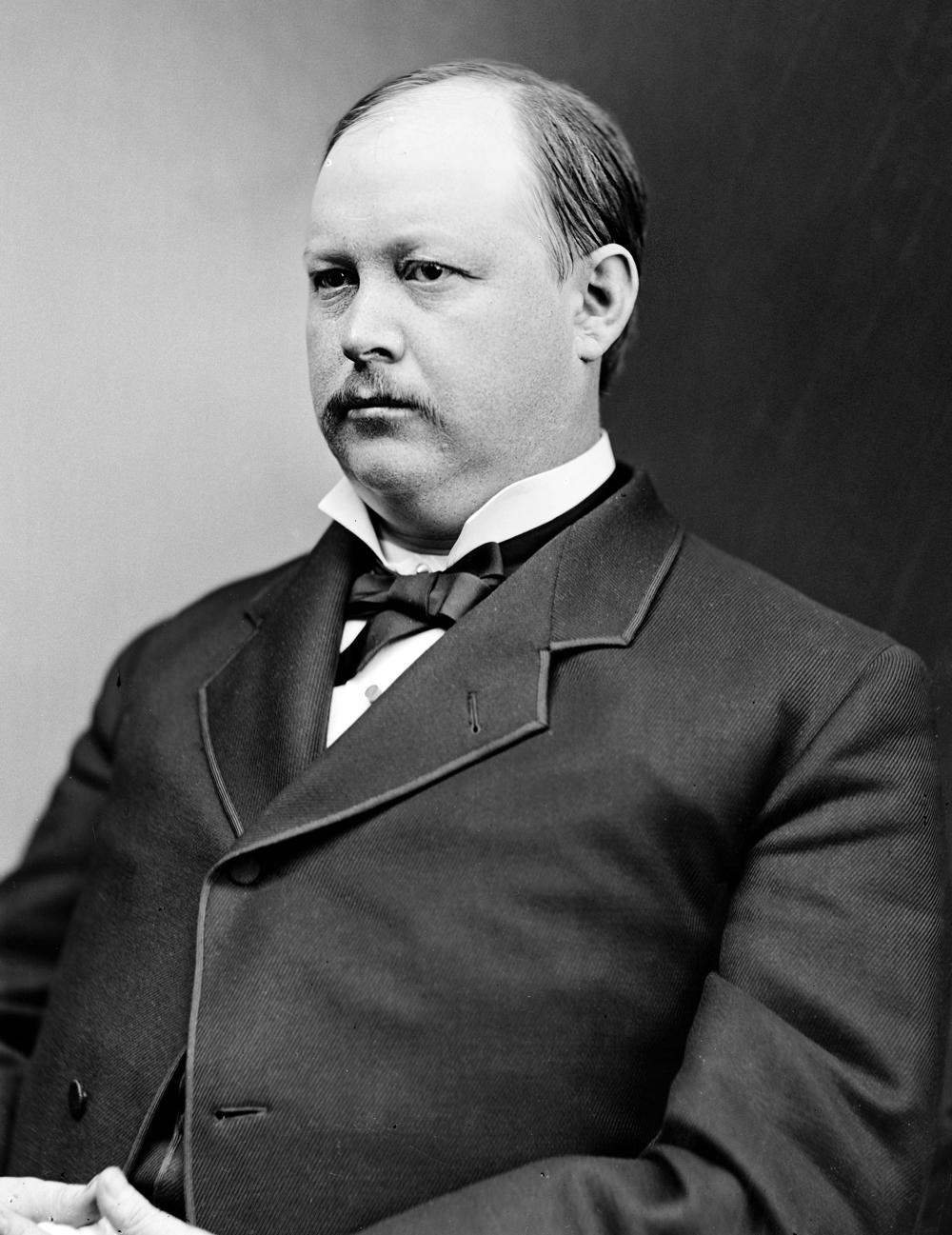
眾議院議長：托馬斯·布拉克特·里德
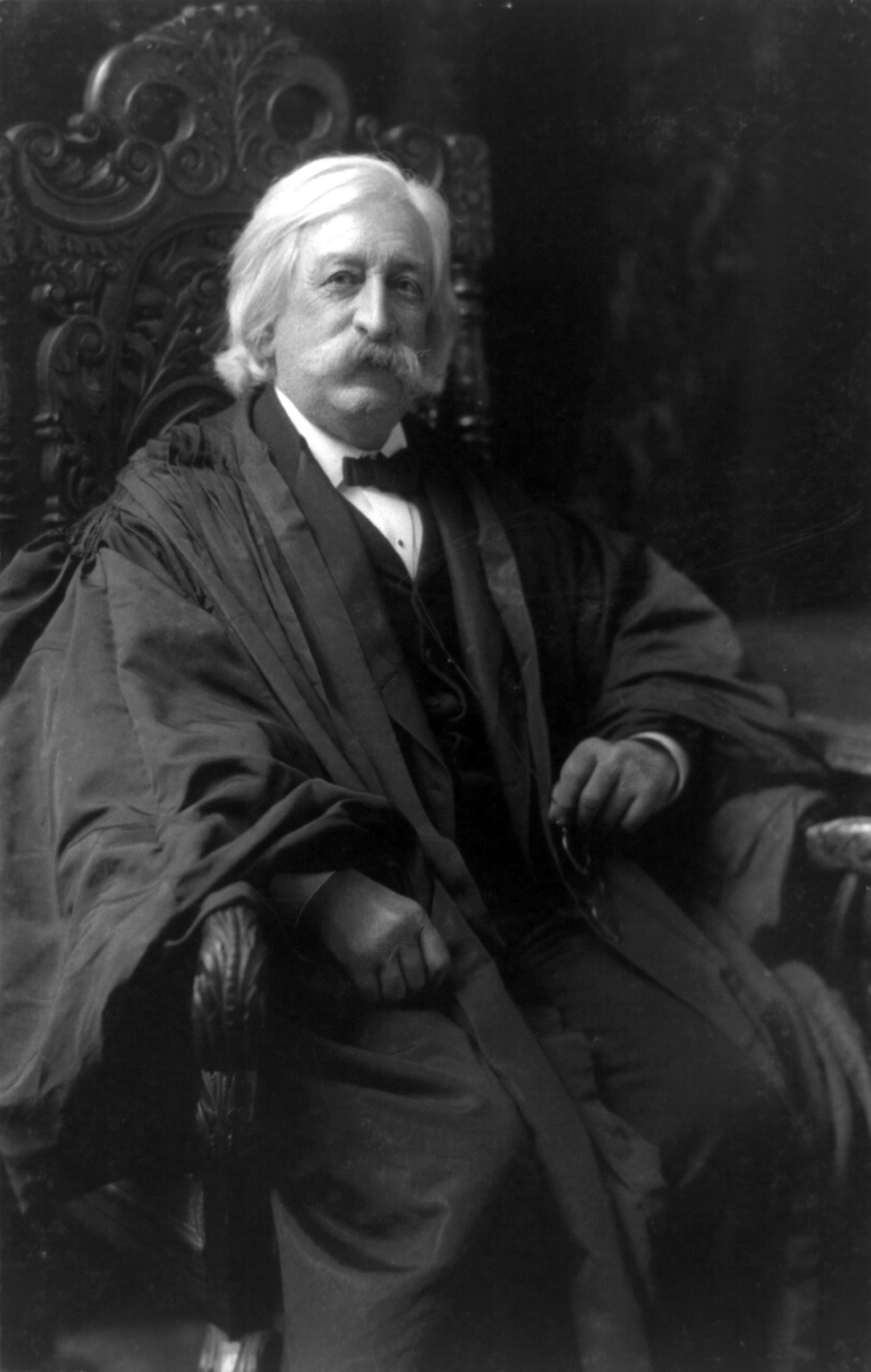
首席大法官：梅尔维尔·富勒

## 大事记

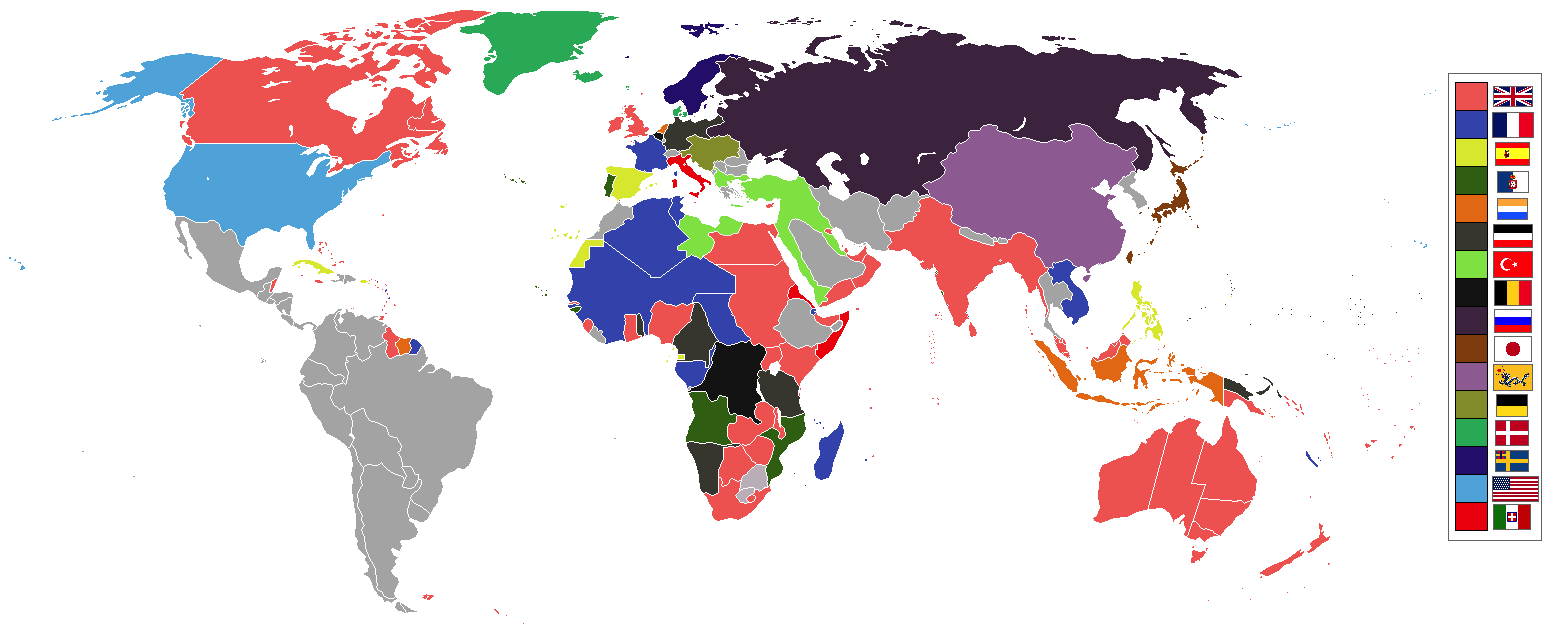
1898年世界地圖

### 1月
- 1月1日——纽约市实现合并。地理上划分为5个行政区：曼哈顿区、布鲁克林区、皇后区、布朗克斯区和斯塔腾岛。

### 2月
- 2月15日——美西战争：美国军舰“缅因”号在古巴哈瓦那港被炸沉，造成266人死亡，此事間接導致美國向西班牙宣戰。

### 4月
- 4月5日－－安妮·歐克麗提升戰鬥情況下美國軍隊中婦女的服務福利。在這一天，她寫了一封信給威廉·麥金萊總統「一旦與西班牙爆發戰爭，政府提供武器和彈藥予50位女槍手。」
- 4月22日——美西战争：美国海军封锁古巴港口。「诺希维尔」号军舰捕获到一艘西班牙商船。
- 4月24日——美西战争：西班牙向美国宣战。
- 4月25日——美西战争：美国向西班牙宣战。

### 7月
- 7月7日——美国兼併夏威夷共和國，成立夏威夷州。
- 7月25日——美西战争：美国开始占领波多黎各。

### 10月至12月
- 12月10日——美西战争：美国和西班牙在巴黎签署《巴黎條約》，美西战争结束。
- 12月26日——居里夫妇发现了化学元素镭（radium）。
- 尼古拉·特斯拉開發第一個遥控器（美國專利613809號）

## 出生
- 2月1日——蕾拉·丹瑪，美國醫師。（2012年逝世）
- 2月17日——柯蒂斯·汉弗莱，美国物理学家（1986年逝世）
- 9月26日——乔治·格什温，美国作曲家（1937年逝世）
- 12月19日——阿爾弗雷德·艾森士塔特，美國攝影家（1995年逝世）

## 外部連結
- 维基共享资源上的相關多媒體資源：1898年美國